# 馬里蘭 (紐約州)
馬里蘭（英語：Maryland）是一個位於美國紐約州奧齊戈縣的鎮。

## 人口
根據2020年美國人口普查的數據，馬里蘭的面積為136.08平方千米，當中陸地面積為135.73平方千米，而水域面積為0.35平方千米。當地共有人口1760人，而人口密度為每平方千米13人。